# Hoi (distrito)

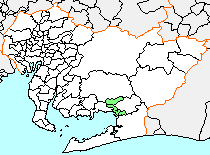
Distrito de Hoi

Distrito de Hoi (宝飯郡; -gun) foi um distrito localizado em Aichi, Japão.
Em 2006 o distrito tinha uma população estimada de 45 000 pessoas. A área total é de 58,30 km².
Em 1 de fevereiro de 2006 a vila de Ichinomiya foi anexada à cidade de Toyokawa deixando assim de integrar o distrito de Hoi.
No dia 1 de fevereiro de 2010 a vila de Kozakai foi anexada à cidade de Toyokawa deixando assim também de integrar o distrito de Hoi.

## Vilas
- Mito
- Otowa